# Emma Lindqvist (Handballspielerin)
Emma Lindqvist (* 17. September 1997 in Helsingborg) ist eine schwedische Handballspielerin, die dem Kader der schwedischen Nationalmannschaft angehört.

## Karriere
Emma Lindqvist begann das Handballspielen in ihrer Geburtsstadt bei Olympic/Viking Helsingborg HK. Nachdem die Rückraumspielerin mit der Damenmannschaft von OV Helsingborg in der Allsvenskan aufgelaufen war, wechselte sie im Jahre 2016 zum schwedischen Erstligisten H 65 Höör. Mit Höör gewann sie 2017 die schwedische Meisterschaft und stand in der Saison 2016/17 im Finale des EHF Challenge Cups. Seit der Saison 2021/22 steht sie beim dänischen Erstligisten Herning-Ikast Håndbold unter Vertrag, der sich 2022 in Ikast Håndbold umbenannte. Mit Ikast gewann sie 2023 die EHF European League.
Lindqvist lief für die schwedische Jugend- und Juniorinnennationalmannschaft auf. Mit diesen Auswahlmannschaften gewann sie die Bronzemedaille bei den Olympischen Jugend-Sommerspielen 2014 sowie die Bronzemedaille bei der U-19-Europameisterschaft 2015. Mit der schwedischen Auswahl belegte sie den vierten Platz bei den Olympischen Spielen in Tokio. Lindqvist erzielte im Turnierverlauf insgesamt 15 Treffer. Bei der Weltmeisterschaft 2023, in deren Verlauf sie 14 Treffer erzielte, belegte sie mit Schweden den vierten Platz. Auch bei den im darauffolgenden Jahr stattfindenden Olympischen Spielen in Paris belegte sie mit Schweden den vierten Platz. Sie bestritt bislang 99 Länderspiele für die schwedische A-Nationalmannschaft.